# مقاطعة بايك (أوهايو)
مقاطعة بايك (بالإنجليزية: Pike County)‏ هي إحدى مقاطعات ولاية أوهايو في الولايات المتحدة الأمريكية.

## معرض صور

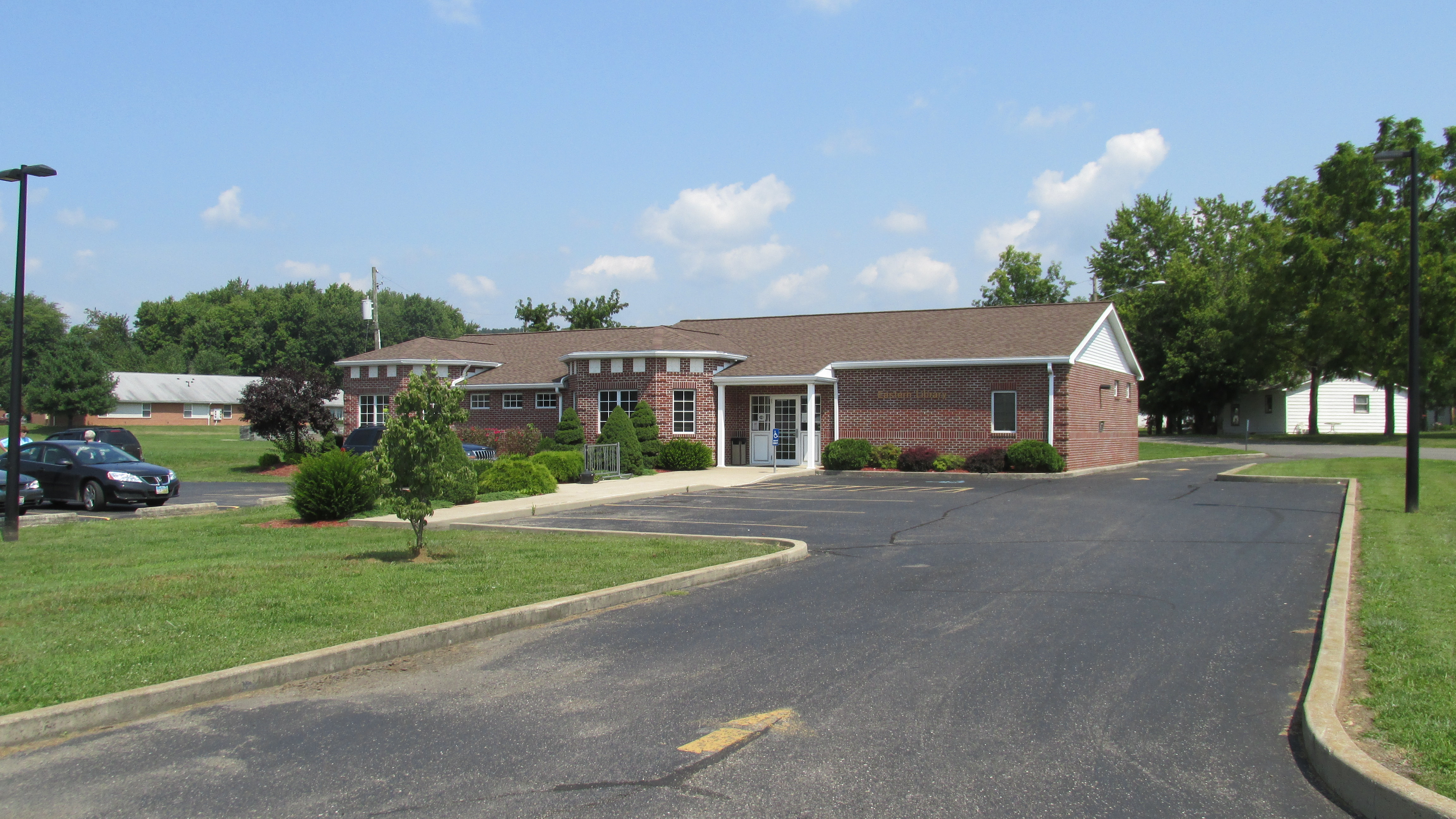
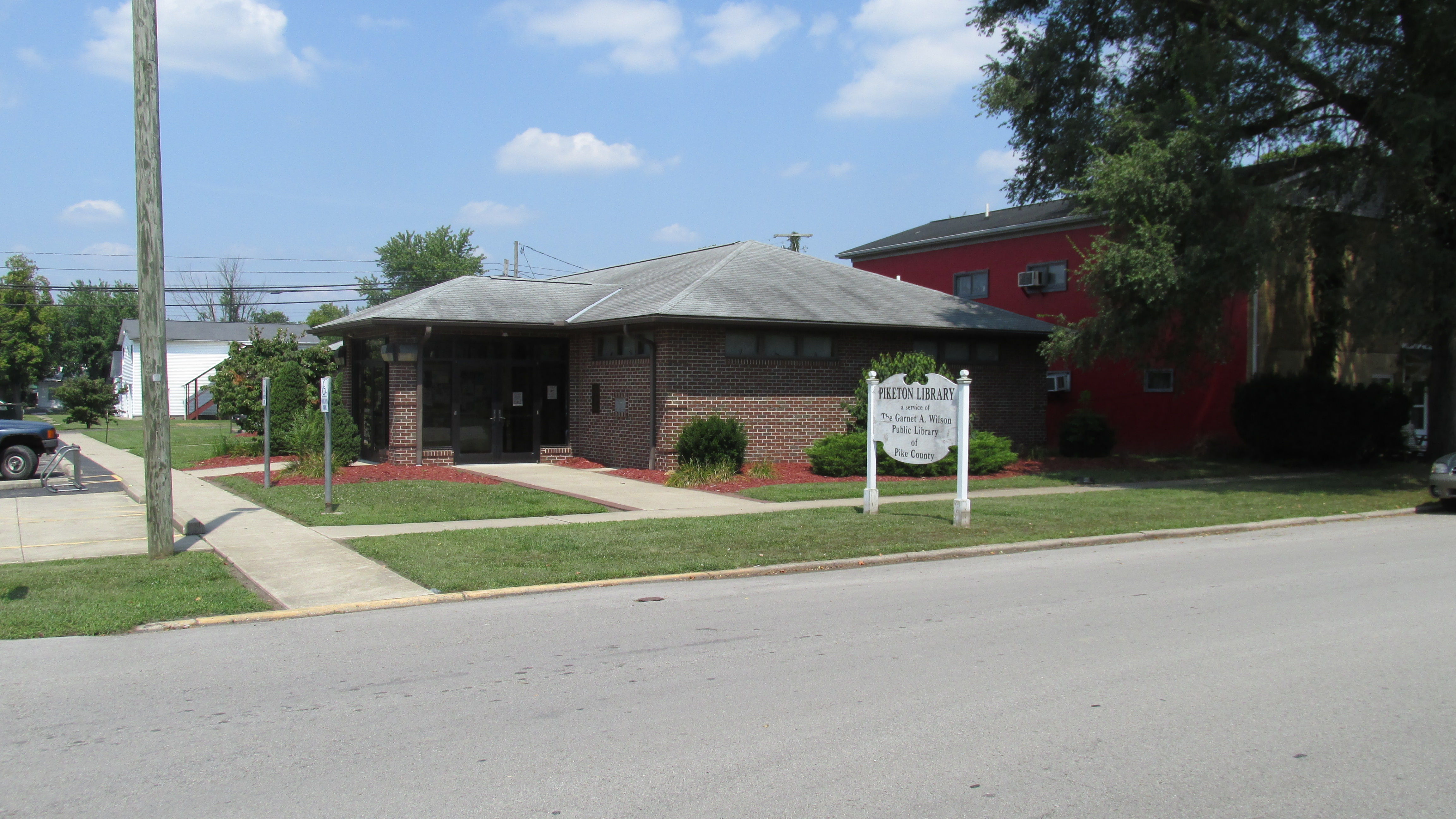
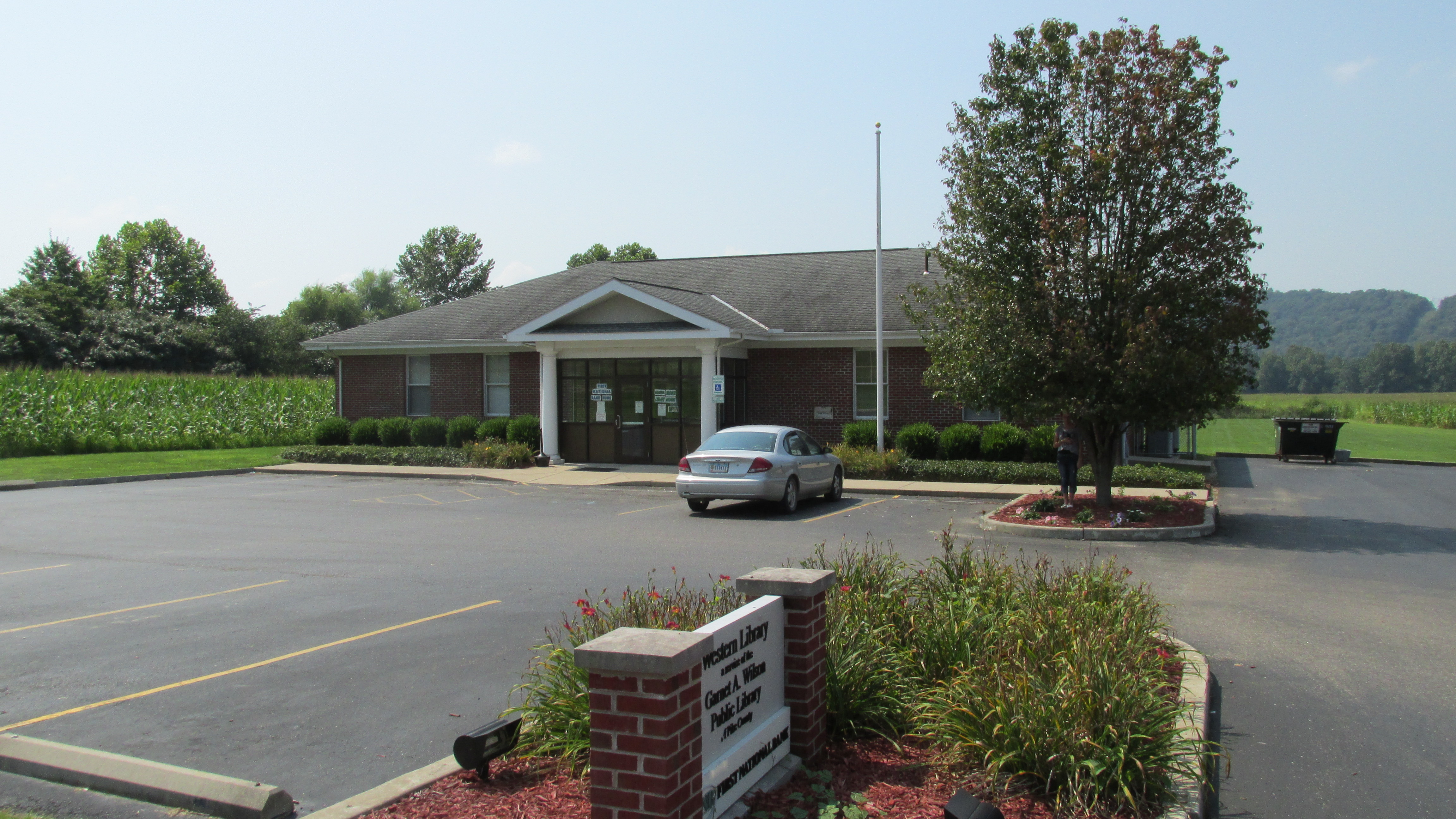
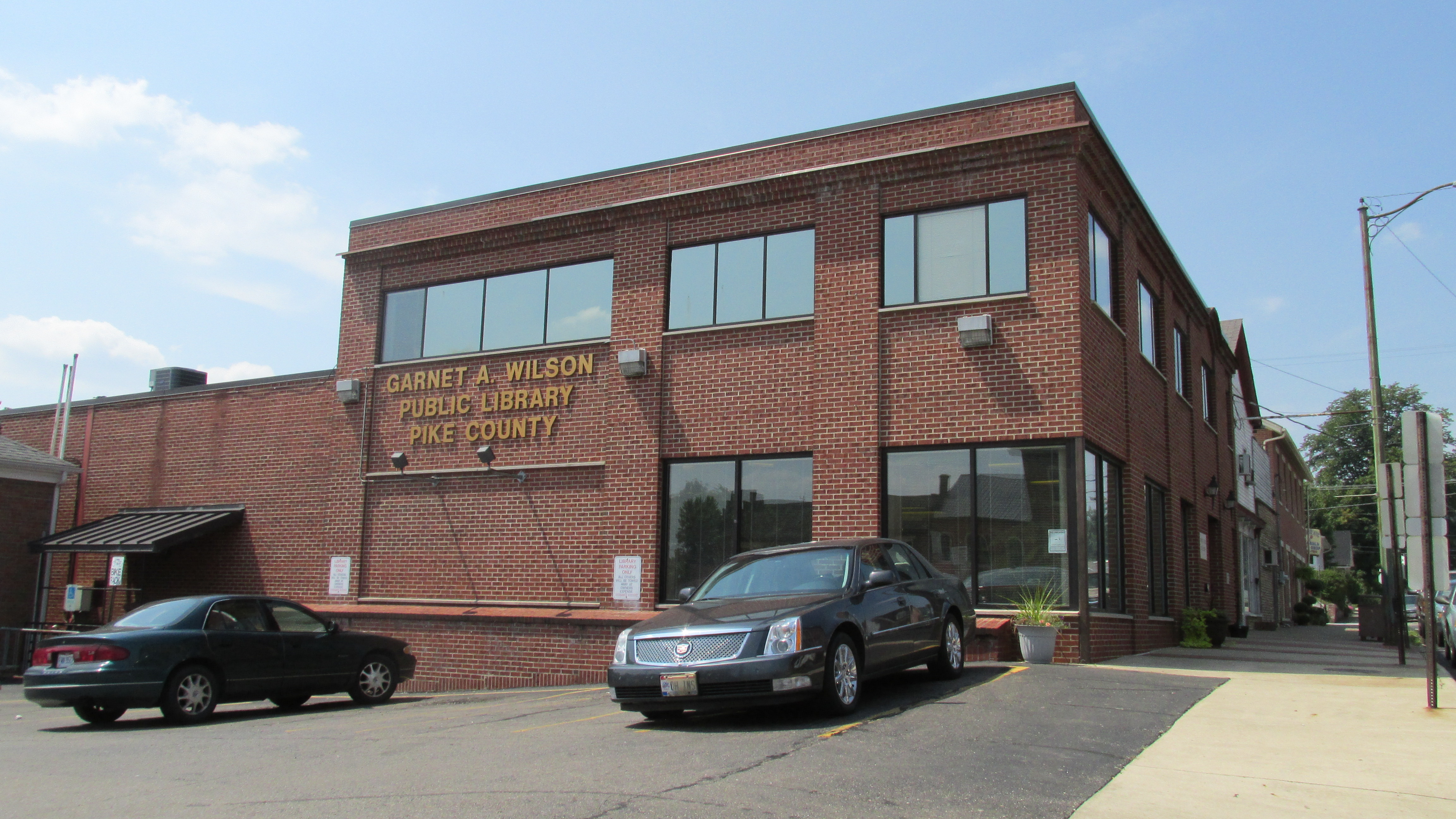